# Руруй

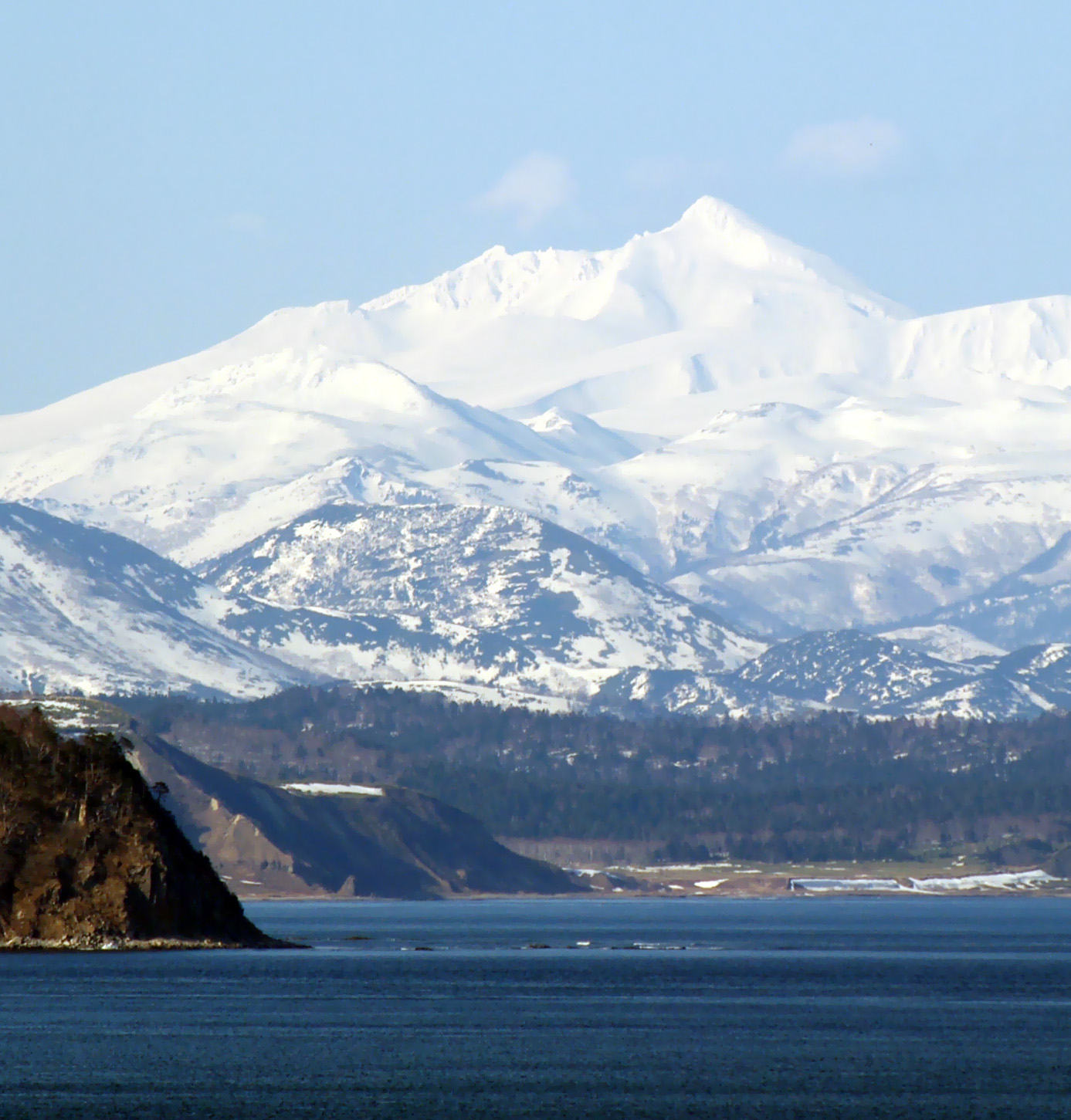
вулкан Руруй (з смт Южно-Курильськ)

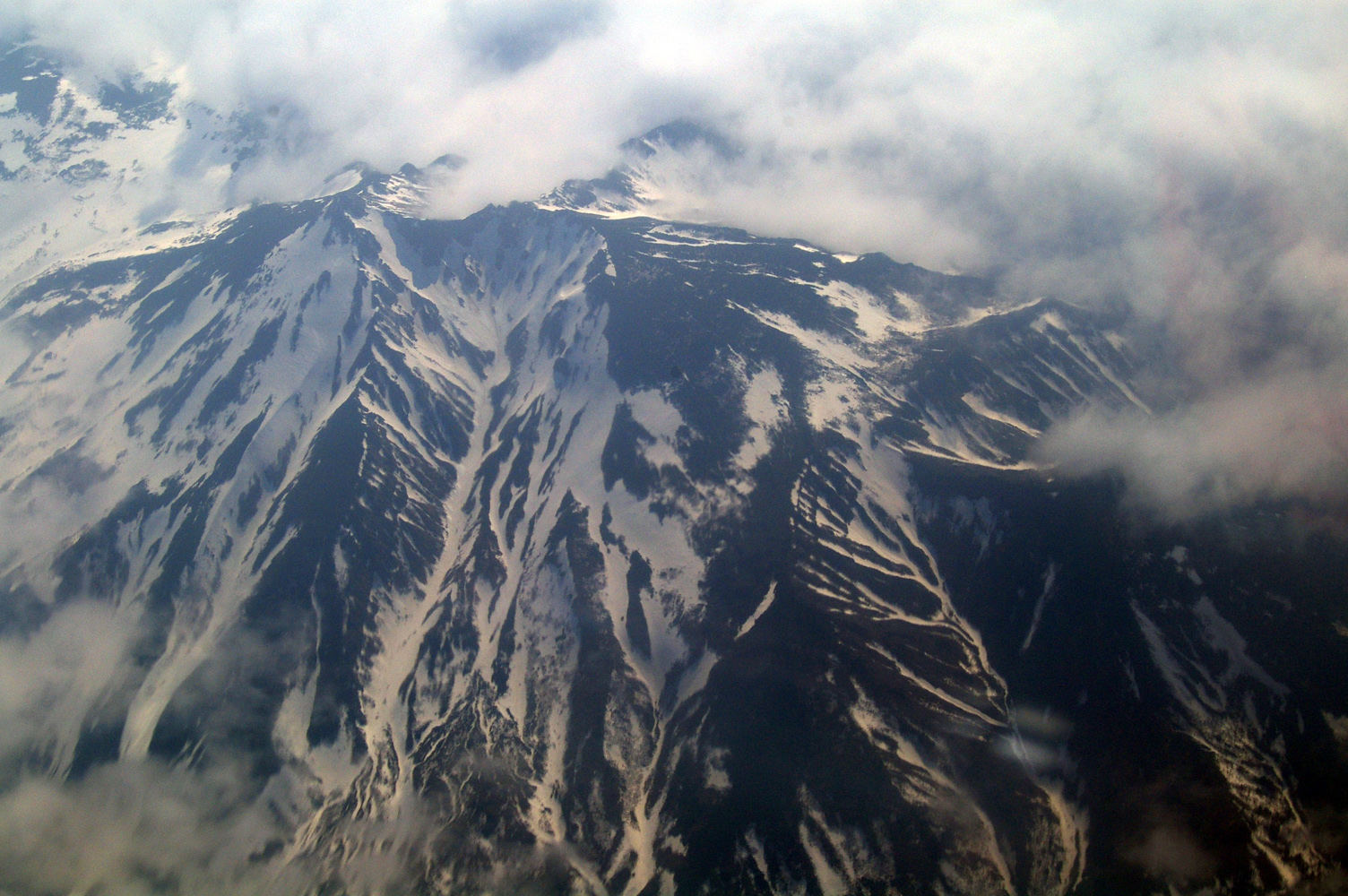
вулкан Руруй (з літака)

Руруй (рос. Руруй, яп. ルルイ岳) — діючий вулкан на острові Кунашир Великої Курильської гряди.

## Орографія
Стратовулкан висотою 1485 м. Північне закінчення вулканів хребта Докучаєва, з відкритим на північ кратером. Історичні виверження невідомі, проте на західних схилах вулкана на висоті від 150 до 350 метрів над рівнем моря проявляється фумарольна активність, а в прибережній частині гідротермальна діяльність. Виділяється також вулкан Смирнова.

## Оронім
Айнська назва Руруй. Перша версія: «руру» означає «море», а звідси й назва в перекладі — «морський», тобто розташований поблизу моря. Інший варіант перекладу може означати «отрута, що випадає у вигляді дощу» (ру — отрута, отрута + руй — горіти, роздувати, випадати, у вигляді дощу).